# Spring Airlines
Spring Airlines is een Chinese low-budget luchtvaartmaatschappij met haar thuisbasis in Shanghai.

## Geschiedenis
Spring Airlines is opgericht in 2004 door Spring International Travel Service en maakte op 18 juli 2005 haar eerste vlucht.

## Bestemmingen
Spring Airlines voert lijnvluchten uit naar: (juli 2007)
Binnenland:
- Changde, Guilin, Haikou, Kunming, Lanzhou, Nanchang, Qingdao, Sanya, Shanghai, Wenzhou, Xiamen.

## Vloot
De vloot van Spring Airlines bestaat uit: (juli 2016)
- 60 Airbus A320-200